# Fasci Italiani di Combattimento
Fasci Italiani di Combattimento („Fasciile Italiene de Luptă”) a fost o organizație fascistă italiană creată de Benito Mussolini în 1919. Organizația a fost succesoarea Fasci d'Azione Rivoluzionaria⁠(d), fiind mult mai la dreapta decât predecesoarea sa. Fasci Italiani di Combattimento a fost reorganizat în 1921 în Partidul Național Fascist. 
Fasci Italiani di Combattimento a fost fondată de Mussolini și de susținătorii săi la sfârșitul Primului Război Mondial , la o întâlnire care a avut loc la Milano în martie 1919:284. A fost o organizație ultranaționalistă care intenționa să se adreseze veteranilor de război din tot spectrul politic, la început fără o orientare politică clară.:35. Fasciile au fost strâns asociate cu ziarul lui Mussolini, Il Popolo d'Italia, iar Mussolini a fost liderul (Il Duce⁠(d)) mișcării pe toată durata existenței sale.
După un rezultat foarte slab la alegerile generale din 1919, în care niciun membru al  Fasci Italiani di Combattimento nu a fost ales în vreo funcție, organizația s-a mutat și mai mult spre dreapta și a căpătat reputația de a folosi violența paramilitară împotriva oponenților săi politici, în special împotriva membrilor Partidului Socialist Italian:39. Cu sprijinul  Miliției Voluntare pentru Securitate Națională („Cămășile negre”) și a unei alianțe politice cu guvernul lui Giovanni Giolitti și cu Asociația Naționalistă Italiană, Fasciile au reușit să intre pentru prima dată în Parlamentul italian după alegerile din 1921:43. În luna noiembrie a aceluiași an, Fasci Italiani di Combattimento s-au redenumit și s-a restructurat ca Partidul Național Fascist.

## Istoric

### Contextul istoric
Benito Mussolini a luptat în Armata Regală Italiană în timpul Primului Război Mondial  până când a fost rănit în februarie 1917 și a fost demobilizat din armată după șase luni de spitalizare:27.După ce s-a întors la Milano, Mussolini a revenit în funcția de redactor-șef al Il Popolo d'Italia, ziarul pe care îl fondase în noiembrie 1914 și în care pledase pentru pentru intrarea Italiei în război:39. Numărul de cititori ai ziarului scăzuse în absența sa, dar Mussolini a reușit să revigoreze ziarul, punând accentul pe comentarii de război. El a căutat să apeleze la foștii membri și susținători ai Fasci d'Azione Rivoluzionaria⁠(d), care fuseseră activiști înfocați pro-război sub conducerea sa în 1915:30. Mussolini a imaginat o nouă mișcare politică condusă de veteranii de război, a susținut că numai cei care au luptat pentru țara lor sunt apți să guverneze și a cerut o „guvernare a oamenilor din tranșee”, care să devină o nouă clasă conducătoare, „aristocrația de mâine”:30.
În 1917 și 1918, în timp ce războiul continua, Mussolini și Il Popolo d'Italia au primit finanțări importante de la marii producători de arme și oameni de afaceri din Milano:32</ref>. Istoricul Denis Mack Smith scrie că „este posibil ca acest aflux de bani din partea marilor afaceri să nu fi afectat în niciun fel politica ziarului său”, dar că dușmanii lui Mussolini s-au întrebat „de ce aceste firme ar sprijini un ziar atât de mic, dacă nu ar fi fost pentru serviciile furnizate”:32.
În 1919, după încheierea Primului Război Mondial, prin Tratatul de la Versailles, Italia a obținut Tirolul de Sud, Trentino, Istria și Trieste de la Austria-Ungaria. Naționaliștii italieni doreau, de asemenea, Fiume și regiunea Dalmația de pe coasta Adriaticii; prin urmare, s-au simțit nedreptățiți și au vorbit despre o „victorie mutilată”. Forțele speciale italiene din timpul războiului, cunoscute sub numele de Arditi, erau furioase din cauza problemelor din Italia. Mussolini a simpatizat cu ei, susținând că le împărtășea experiențele de război. Prin urmare, aceștia s-au alăturat mișcării sale, devenind în cele din urmă squadrismo (detașamentele de acțiune)⁠(d).
Mussolini și-a în 1919 folosit ziarul ca să înbrățișeze un amestec eclectic de propuneri „dramatice și atrăgătoare”, inspirate de opinii din tot spectrul politic, deoarece era „mult mai preocupat de tactică decât de idei” și a descoperit că inconsecvența nu-i deranja pe cititorii săi:33. În această perioadă, Mussolini „a apărut succesiv în postura de campion al Ligii și apoi naționalist, ca socialist și apoi conservator, ca monarhist și apoi republican” și a dorit în mod activ să își păstreze deschise toate opțiunile politice:33.

### ÎnființareaFasciilor

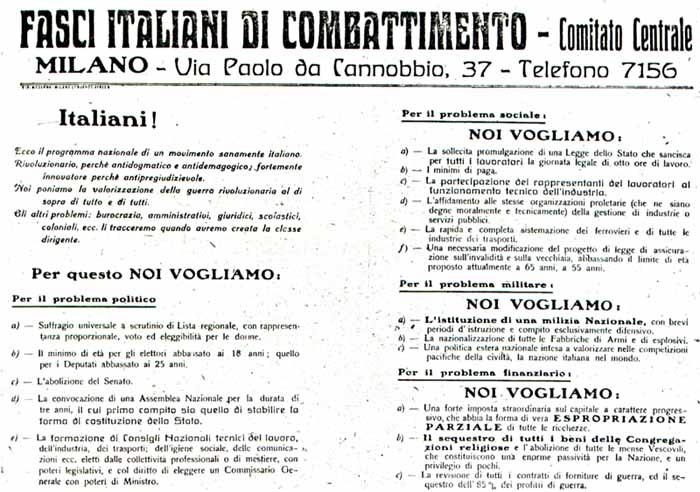
Programul Fasci Italiani di Combattimento, așa cum a fost publicat în Il Popolo d'Italia

Fasci Italiani di Combattimento a fost fondată la 23 martie 1919 de Mussolini și de un grup de până la două sute de susținători, care s-au întâlnit într-o sală pusă la dispoziție de oameni de afaceri milanezi în Piazza San Sepolcro⁠(d):35:284. A existat o mare confuzie cu privire la ceea ce milita oficial noua organizație:35. În general, pozițiile noii organizații erau radical diferite de cele ale fascismului de mai târziu, fasciștii timpurii proclamându-și opoziția față de cenzură, militarism și dictatură. Mussolini a scris că „noi suntem libertarieni înainte de toate, iubind libertatea pentru toată lumea, chiar și pentru dușmanii noștri”:35. Cu aceeași ocazie, el a mai spus că libertatea de gândire și de exprimare se numără printre „cele mai înalte expresii ale civilizației umane”:35.
Mussolini a ținut două discursuri în cadrul reuniunii din 23 martie 1919, care conțineau o serie de propuneri menite să se adreseze atât stângii, cât și dreptei politce:29. Pentru stânga, Mussolini a propus printre altele să facă din Italia o republică bazată pe sufragiu egal pentru ambele sexe (la acea vreme, doar bărbații puteau vota), să introducă posibilitatea organizării de referendumuri, să desfințeze Senatul și să elimine toate titlurile bazate pe caste sau clase. Pentru right, Mussolini a susținut revendicările naționaliste asupra Fiume și Dalmația, iar 'Fasci Italiani di Combattimento a propus scoaterea guvernului din afaceri și transferul unor segmente mari ale economiei de la controlul public la cel privat:29-30.
Manifestul Fasciiilor Italiene de Luptă a fost publicat a doua zi în ziarul lui Mussolini, Il Popolo d'Italia, publicație care era strâns legată de mișcare fascistă. Cu toate acestea, Il Popolo d'Italia nu a fost ziarul oficial al Fasci Italiani di Combattimento și a rămas întotdeauna o organizație separată de aceasta. Publicația oficială a mișcării a fost săptămânalul Il Fascio, care a fost înființat ceva mai târziu, când publicarea sa a devenit viabilă din punct de vedere financiar
La scurt timp după înființare, Fasci Italiani di Combattimento a început să se angajeze în violențe politice împotriva dușmanilor săi. La 15 aprilie 1919, birourile și echipamentele de tipărire ale principalului ziar socialist, Avanti!⁠(d), au fost atacate și distruse de un grup de fasciști condus de Marinetti și Ferruccio Vecchi:36. Mussolini însuși nu și-a asumat responsabilitatea pentru acest atac, dar l-a apărat și l-a considerat „prima realizare materială a revoluției fasciste”:36. 
Pe 9 și 10 octombrie, a avut loc Primul Congres al Fasciilor Italiene de Luptă la Florența:196–203.
În noiembrie 1919, în Italia au avut loc alegeri parlamentare. Fasci Italiani di Combattimento a permis fiecărei filiale locale să abordeze alegerile așa cum a considerat de cuviință. Multe dintre filialele locale au decis propriul program electoral, unele orientându-se brusc spre dreapta, deși Mussolini și filiala sa din Milano au prezentat un program de stânga și anticlerical:38. Aceasta a fost o încercare de a câștiga voturi de la simpatizanții socialiști, dar s-a dovedit a fi un dezastru electoral când Mussolini și partidul său au adunat mai puțin de 5.000 de voturi, față de 190.000 de voturi pe care le-au obținut socialiști numai în Milano. Rezultatul alegerilor a fost cu adevărat dezastruos, Mussolini, nu a primit nici măcar un vot în satul în care s-a născut, Predappio:38. Într-un simulacru de procesiune funerară după alegeri, membrii Partidului Socialist Italian au purtat un sicriu pe care era scris numele lui Mussolini și au defilat prin fața apartamentului acestuia ca un simbol al sfârșitului carierei sale politice:44.

### Reorientarea și ascensiune la putere
După rezultatele dezastruoase din alegerile din noiembrie 1919, numărul membrilor Fasci Italiani di Combattimento a scăzut, iar la sfârșitul anului au rămas mai puțin de 4.000 de membri. Mussolini s-a gândit pentru scurt timp să părăsească politica, emigrând departe de Italia și urmând o carieră de scriitor de ficțiune:39. Cu toate acestea, în scurt timp a devenit evident că parlamentul nou ales nu a fost capabil să formeze nicio coaliție de guvernare. Cel mai mare partid era reprezentat de socialiști, situație care i-a alarmat pe conservatori și i-a determinat să caute noi aliați politici pentru a bloca orice potențial guvern socialist:39. Mussolini a văzut o oportunitate de a reorienta Fasci Italiani di Combattimento spre o alianță cu dreapta politică tradițională și a decis să rămână în politică:39.
Mussolini și Fasci Italiani di Combattimento au obținut noi subvenții din partea grupurilor de afaceri după ce au declanșat o campanie în ziare în favoare creșterii cheltuielilor pentru armament și a dezvoltării marinei comerciale:32. De asemenea, ei s-au declarat în sprijinul preluarea puterii în orașul Fiume de către Gabriele D'Annunzio și au cerut donații publice pentru a-l susține pe acesta. Acești bani nu au ajuns niciodată la D'Annunzio și au fost însușiți de către Fasci Italiani di Combattimento în scopuri proprii:33. În timpul celor „doi ani roșii”⁠(d), în vara anului 1920, un val de greve și ocupări de fabrici de către muncitorii socialiști a convins și mai mult industriașii și latifundiarii să ofere sprijin financiar mișcării fasciste. Fasci Italiani di Combattimento a înființat noi filiale în întreaga țară și și-a extins foarte mult miliția paramilitară cunoscută sub numele de „cămășile negre”. Sub pretextul salvării țării de comunism, „cămășile negre” au lansat un val de violență în iarna 1920-1921:33.
Până în toamna anului 1920, Fasci Italiani di Combattimento și-au mutat atenția spre mediul rural, unde s-au prezentat ca fiind cei mai hotărâți opozanți ai socialiștilor și singurii dispuși să se angajeze în acte de violență:95. Fasciștii au recrutat foarte mulți noi aderenți din mediul rural, iar numărul membrilor a crescut de zece ori în ultimele șapte luni ale anului 1920:95. Fasciștii s-au folosit din ce în ce mai mult de detașamente compuse parțial din veterani militari și adesea conduse de foști ofițeri de armată ca să efectueze „expediții de pedepsire” în care au fost jefuite sediile socialiștilor și au fost destructurate sindicatele:96.
În această perioadă, Mussolini însuși avea un control relativ redus asupra grupurilor armate fasciste, dar le-a folosit ca să prezinte o imagine de forță la masa negocierilor cu alte partide politice. Pentru alegerile din mai 1921, 'Fasci Italiani di Combattimento au intrat într-o coaliție cu guvernul lui Giovanni Giolitti, care credea că îi poate folosi împotriva socialiștilor și a nou înființatului Partid Comunist Italian:34. Coaliția condusă de Giolitti se numea Blocul Național, iar Mussolini și-a prezentat Fasci Italiani di Combattimento ca reprezentând „aripa de extremă dreapta” a acestui grup. Era pentru prima dată când se identifica pe sine ca fiind de extremă dreapta:43. A început să vorbească despre italieni ca fiind o rasă superioară și a spus că „politica externă fascistă se rezuma la cuvintele imperialism și expansiune națională”:43.
Alegerile au avut loc într-un climat de violență. Deoarece fasciștii se aflau acum într-o coaliție cu guvernul, li s-a permis să încalce legea și să își intimideze adversarii fără să fie pedepsiți. Poliția își împrumuta uneori camioanele echipelor fasciste, unitățile armatei le dădeau uneori arme, iar judecătorii îi declarau de obicei nevinovați de acuzațiile aduse împotriva lor:43. Unele părți ale țării se aflau efectiv sub control fascist în ziua alegerilor. În consecință, Fasci Italiani di Combattimento a avut un rezultat electoral mult mai bun decât în 1919, dar a obținut totuși doar 7% din voturi și 35 de locuri în parlament (din totalul de 535).  Asociația Naționalistă Italiană (profascistă) a obținut 10 mandate:43.
Deși numărul fasciștilor din parlament era mic, unul dintre deputații era chiar Mussolini, ceea ce i-a oferit o platformă pentru a-și spori profilul public și pentru a exercita mai multă influență asupra liderilor regionali și locali ai fasciilor. De asemenea, i-a oferit imunitate în fața urmăririi penale, ceea ce a fost important deoarece exista un proces penal în curs împotriva sa{:43–44.
Câteva luni mai târziu, Mussolini a decis să transforme Fasci Italiani di Combattimento, relativ descentralizat, într-un partid politic mai strâns organizat, aflat sub controlul său. Astfel, în noiembrie 1921, Fasci Italiani di Combattimento a fost redenumit și reorganizat ca Partidul Național Fascist.

## Rezultatele în alegeri

### PArlamantul italian
| Camera Deputaților |                             |   |          |     |                  |
| Anul electoral     | Voturi                      | % | Mandate  | +/− | Lider            |
| 1921               | Parte a Bloculului Național | – | 35 / 535 | –   | Benito Mussolini |